# Peter J. Rossky
Peter Jacob Rossky (* 1950) ist ein US-amerikanischer Chemiker, der auf dem Gebiet der theoretischen Chemie arbeitet.

## Leben
Rossky studierte Chemie an der Cornell University und erlangte den akademischen Grad Ph.D. an der Harvard University mit einer Arbeit in der theoretischen physikalischen Chemie. Er publizierte zwischen 1976 und 1980 mehrere Artikel mit dem späteren Nobelpreisträger Martin Karplus zur Anwendung störungstheoretischer Methoden in der Atom- und Molekülphysik sowie zu Berechnung von thermodynamischen Eigenschaften wässriger Lösungen.mit Molekulardynamik-Simulationen.
Nach seiner Promotion war er Post-Doc an der State University of New York at Stony Brook. 1979 wurde er Assistant Professor an der University of Texas at Austin und 1987 Full Professor. Dort war er später Direktor zweier großer Forschungszentren. 2014 folgte er einem Ruf an die Rice University, wo er seit August 2014 Dekan der Wiess School of Natural Sciences ist und einen Lehrstuhl für Chemie hat.
Rossky hat wesentliche Beiträge geleistet zum Verständnis der Struktur und der Dynamik chemischer Umwandlungen in amorphen kondensierten Systemen (Flüssigkeiten, Polymere, molekulare Cluster). Sein besonderes Interesse gilt der Untersuchung der Rolle von Flüssigkeiten (und speziell des Wassers) in der Chemie mit Computer-Simulations-Methoden sowie der Untersuchung des zeitlichen Verhaltens angeregter Zustände in molekularen Systemen. Er hat bisher etwa 300 wissenschaftliche Aufsätze publiziert.
1982 wurde er Sloan Research Fellow und 1994 Fellow der American Physical Society. 2006 wurde er zum Fellow der American Association for the Advancement of Science gewählt. 2004 wurde er Mitglied der American Academy of Arts and Sciences und 2011 der National Academy of Sciences. Neben anderen Auszeichnungen erhielt er 2010 von der American Chemical Society den Joel Henry Hildebrand Award in the Theoretical and Experimental Chemistry of Liquids und 2018 den Joseph O. Hirschfelder Prize der University of Wisconsin–Madison.